# 1666 у літературі
Стаття є списком літературних подій та публікацій у 1666 році.

## Події
- 4 червня — в Парижі в театрі Пале-Рояль відбулась прем'єра п'єси Мольєра «Мізантроп».
- 6 серпня — в Парижі в театрі Пале-Рояль відбулась прем'єра комедії Мольєра «Лікар з примусу», в якій головну роль Сганареля зіграв сам Мольєр.

## Книги
- «Палаючий світ» (англ. «The Blazing World») — утопічний роман Маргарет Кавендіш.

## П'єси
- «Мізантроп» — комедія Мольєра.
- «Лікар з примусу» — п'єса-фарс Мольєра.

## Народились
- 21 березня — Огю Сорай, японський філософ (помер у 1728).
- 12 листопада — Мері Естел, англійська письменниця-феміністка (померла у 1731).

## Померли
- 24 серпня — Франсиско Мануель де Мело, португальський письменник (народився у 1608).
- 29 жовтня — Джеймс Ширлі, англійський драматург (народився у 1596).

- Невідома дата — Сун Їнсін, китайський вчений-енциклопедист (народився у 1587).